# 京王建設横浜
京王建設横浜株式会社（けいおうけんせつよこはま）は、京王建設の完全子会社である建設会社。

## 概要
2013年2月1日に相鉄ホールディングスから日成ビルド工業に当社の全株式が譲渡され、相鉄建設株式会社（そうてつけんせつ）から株式会社NB建設（エヌビーけんせつ）に商号変更した。
2023年5月31日に日成ビルド工業の持株会社であるスペースバリューホールディングスから株式譲渡を受ける形で京王建設の完全子会社となった。